# El Jabalí, Michoacán de Ocampo
El Jabalí är en ort i Mexiko.   Den ligger i kommunen Salvador Escalante och delstaten Michoacán de Ocampo, i den södra delen av landet, 280 km väster om huvudstaden Mexico City. El Jabalí ligger 1 776 meter över havet och antalet invånare är 235.
Terrängen runt El Jabalí är huvudsakligen kuperad, men åt sydväst är den bergig. Runt El Jabalí är det ganska tätbefolkat, med 54 invånare per kvadratkilometer. Närmaste större samhälle är Ario de Rosales, 12,1 km söder om El Jabalí. I omgivningarna runt El Jabalí växer huvudsakligen savannskog.